# Futarquía
Futarquía (inglés: futarchy) es una forma del gobierno propuesta por el economista Robin Hanson, en la cual oficiales elegidos por votación definen medidas de bienestar nacional, y los mercados de predicción suelen determinar qué políticas tendrán el efecto más positivo.
Ha sido nombrada por la revista New York Times como uno de los términos más populares de 2008.

## Críticas
En palabras del economista Tyler Cowen
"Apostaría contra el futuro de la futarquía, o en la probabilidad de que tenga éxito. Robin dice 'vota en valores, apuesta en creencias', pero no creo que los valores y las creencias se puedan desligar tan fácilmente."